# Talara tristis
Talara tristis là một loài bướm đêm thuộc phân họ Arctiinae, họ Erebidae.